# Eremochloa maxwellii
Eremochloa maxwellii är en gräsart som beskrevs av Jan Frederik Veldkamp. Eremochloa maxwellii ingår i släktet Eremochloa och familjen gräs. Inga underarter finns listade i Catalogue of Life.